# Three Hams on Rye
Three Hams on Rye (br: Esses Três São Uma Peça) é um curta-metragem estadunidense de 1950, dirigido por Jules White. É o 125º  filme de um total de 190 da série com os Três Patetas produzida pela Columbia Pictures entre 1934 e 1959.

## Enredo
Os Patetas atores que têm pequenas partes na produção de "The Bride Wore Spurs". Eles começam rapidamente ruim pois seu produtor, B. K. Doaks (Emil Sitka), teve suas últimas obras de teatro criticadas pelo famoso crítico Nick Barker (Ned Glass) e quer fazer um ótimo show com o que ele tem. A fim de evitar que Barker entre para ver a peça, ele ordena que os Patetas impeçam a entrada escondida dele, o que eles não conseguem fazer com os seus disfarces confusos (eles acabam batendo neles mesmos e em B.K.).
B.K. repreende os Patetas e exige que eles consigam os adereços do ato final (um bolo e uma salada), mas Moe lembra que esqueceu de fazer as compras. E é noite e as lojas estão fechadas, então os Patetas têm que arrumar um bolo e salada para o ato de B.K. E salva o show. No entanto, na medida que o bolo está sendo preparado, Shemp acidentalmente joga um porta vasos na panela do bolo, resultando em Moe adicionando-o involuntariamente no bolo.
À medida em que a cena final começa, os Patetas e alguns outros atores, propõem casamento a "Janie Belle" (Christine McIntyre), e ela propõe um concurso; Quem comer a maior parte do bolo recebe sua mão em casamento. No entanto, o bolo é difícil de comer devido ao porta vasos, e depois de ingerir suas peças, todos os atores começam a tossir penas.
B.K. Está mortificado e sugere que abaixassem as cortinas, e os Patetas tomam socos para reprimir as penas nas suas bocas, B.K. No entanto, em uma inversão de fortunas, Barker acha que a peça é uma sátira divertida e recomenda a performance dos Patetas antes de pedir para ver o próximo trabalho de B.K. B.K. Afirma que o próximo trabalho marcará dele terá os Patetas com os principais papéis, e os meninos são remitidos.

## Produção
A parte de tossir penas por causa de um porta vasos mal colocado aparece também em Uncivil Warriors de 1935. Este é o décimo quarto de dezesseis curtas dos Patetas com a palavra "três" no título. 
Three Hams On Rye foi filmado em dezembro de 1948, mais só foi lançado em 7 de setembro de 1950. Os 630 dias entre a filmagem e o lançamento do curta são os mais longos do que qualquer outro filme com Shemp Howard como membro da equipe, Love at First Bite vem em segundo lugar com 620 dias de diferença entre sua filmagem e seu lançamento.